# 多花素馨
多花素馨（学名：Jasminum polyanthum）是木犀科素馨属的植物，是中国的特有植物。分布在中国大陆的云南、贵州、四川等地，生长于海拔1,400米至3,000米的地区，一般生于灌丛、山谷及疏林，目前尚未由人工引种栽培。

## 别名
素兴花（植物名实图考）；鸡爪花、狗牙花（云南）。

## 延伸阅读
[在维基数据编辑]
 《植物名實圖考·素興花》，出自吳其濬《植物名實圖考》